# Conséquences environnementales et sanitaires de l'accident de Fukushima
Pour un article plus général, voir Accident nucléaire de Fukushima.
Le 11 mars 2011, un séisme de magnitude 9 déclenche un tsunami qui dévaste la côte Pacifique du Tōhoku et Kantō au Japon et provoque l'accident nucléaire de Fukushima : la centrale nucléaire de Fukushima Daiichi est endommagée, provoquant un défaut de refroidissement, des fusions de cœur dans plusieurs réacteurs puis des ruptures de confinement et d'importants rejets radioactifs.
Dans les premiers jours, d'importants rejets ont été dispersés dans l'air. Ils se sont déplacés au gré des vents et via leurs retombées sont susceptibles d'induire des conséquences environnementales et sanitaires, ensuite en raison de fuites et d'un arrosage continu, puis de rejets volontaire en mer, la pollution radiologique se concentre plutôt sur le littoral proche, les fonds marins et l'océan Pacifique via la dissémination par l'eau et les poissons qui peuvent bioconcentrer et transporter les radionucléides, y compris le tritium (isotope radioactif de l'hydrogène, dont la demi-vie radioactive est de 12,6 ans).
- Les prévisions réalisées ainsi que les mesures relevées in situ à grande distance ont mis en évidence des concentrations très faibles en radionucléides dans l'air comme dans l'eau pluviale. L'impact distant en dehors du Japon est donc considéré comme extrêmement faible concernant la pollution atmosphérique[4].
- Les impacts concernant les transferts via l'océan et la chaine alimentaire marine fait encore l'objet d'évaluation, mais selon les données disponibles, c'est la contamination radioactive artificielle de l'environnement marin la plus importante qui ait jamais eu lieu[1], suscitant de nouvelles questions avec le rejet volontaire en mer de plus d'un million de tonnes d'eaux faiblement radioactive, contaminée par de l'eau tritiée (c'est une décision du gouvernement japonais, approuvée par l'AIEA, mais qui divise l’opinion publique et scientifique)[2].

Selon les estimations publiées par l'Agence japonaise de sûreté nucléaire, l'accident a dispersé l'équivalent de 10 % de l'accident de Tchernobyl : entre 1,3 et 1,5 × 1017 becquerels d'iode 131 (contre 1,8 × 1018 pour Tchernobyl), et entre 6,1 et 12 × 1015 becquerels de césium 137 (contre 8,5 × 1016 pour Tchernobyl). Environ 110 000 personnes sont évacuées dans un rayon de 20 km.

## Importance des rejets
L'accident nucléaire de Fukushima est considéré par les médias comme le pire accident nucléaire au monde depuis la catastrophe de Tchernobyl en 1986,,.
Selon les estimations publiées par l'Agence Japonaise de Sûreté Nucléaire, l'accident a dispersé l'équivalent de 10 % de l'accident de Tchernobyl : entre 1,3 et 1,5 × 1017 becquerels d'iode 131 (contre 1,8 × 1018 pour Tchernobyl), et entre 6,1 et 12 × 1015 becquerels de césium 137 (contre 8,5 × 1016 pour Tchernobyl).
- La CRIIRAD qui cite ces mêmes chiffres estime que, indépendamment de ceux de Tchernobyl et quels que soient les chiffres exacts des rejets à Fukushima, ceux-ci étaient suffisamment importants pour que les estimations soient faites plus tôt et immédiatement mises au service de la protection des populations concernées[9]
- Le Docteur Michel Fernex affirme que « Les études scientifiques en cours montrent qu’il y a autant de dommages génétiques dans les secteurs contaminés de Fukushima que de Tchernobyl. »[10]
- Le président du Comité scientifique des Nations Unies pour l'Étude des Effets des Rayonnements relativise les conséquences sanitaires, arguant de faibles quantités de produits radioactifs disséminés, sans rapport avec le cas de Tchernobyl[11] et cela d'autant plus que le régime des vents avait au départ dirigé le panache majoritairement vers l'océan.

Cependant, plusieurs scientifiques ne partagent pas les estimations officielles des rejets ni l'avis du président du Comité. Ainsi, l'Austria's Central Institute for Meteorology and Geodynamics (Zentralanstalt für Meteorologie und Geodynamik) estime que lors des dix premiers jours de l'accident, les rejets sur Fukushima représentaient environ 73 % en Iode131 et environ 60 % en Césium137 des rejets de Tchernobyl pour la même periode,,. De même, l'Union of Concerned Scientists (UCS) qui cite aussi le rapport autrichien, considère que les conséquences déjà apparentes de ce qu'elle appelle un désastre sont sévères et inacceptables sur la santé, l'environnement et l'économie et qu'il est désormais acquis que des rejets significatifs de radioactivité peuvent se produire sans qu'il y ait destruction de l'enceinte de confinement.
De plus, le 1er juin 2011, des mesures révèlent que les environs du réacteur no 1 ont atteint des niveaux de pollution similaires à ceux de la zone morte de Tchernobyl.
Début avril, les impacts socio-économiques sont plus douloureux. D'une part, les habitants de la Zone d'exclusion nucléaire d'environ 20 km autour de la centrale ont été évacués et la consigne aux habitants de la zone des 20-30 km est de rester chez eux ou de procéder à leur « évacuation volontaire » par leurs propres moyens. D'autre part, la contamination environnementale a nécessité l'interdiction à la vente du lait et de différents produits agricoles dans plusieurs préfectures (notamment au nord-ouest de la centrale) et des produits marins. Effrayés, les grossistes et consommateurs évitent désormais tous les produits alimentaires venant de ces régions, ce qui prive de toutes ressources les exploitants. Dans les communes les plus touchées (notamment Iitate), les habitants ont vécu pendant plusieurs semaines dans l'attente d'aides de l'État, ou d'un éventuel ordre d'évacuation,. L'évacuation a enfin été ordonnée en fin de journée le 11 avril et ces habitants ont alors rejoint les rangs des « exilés » de Fukushima.

## Niveau de radioactivité

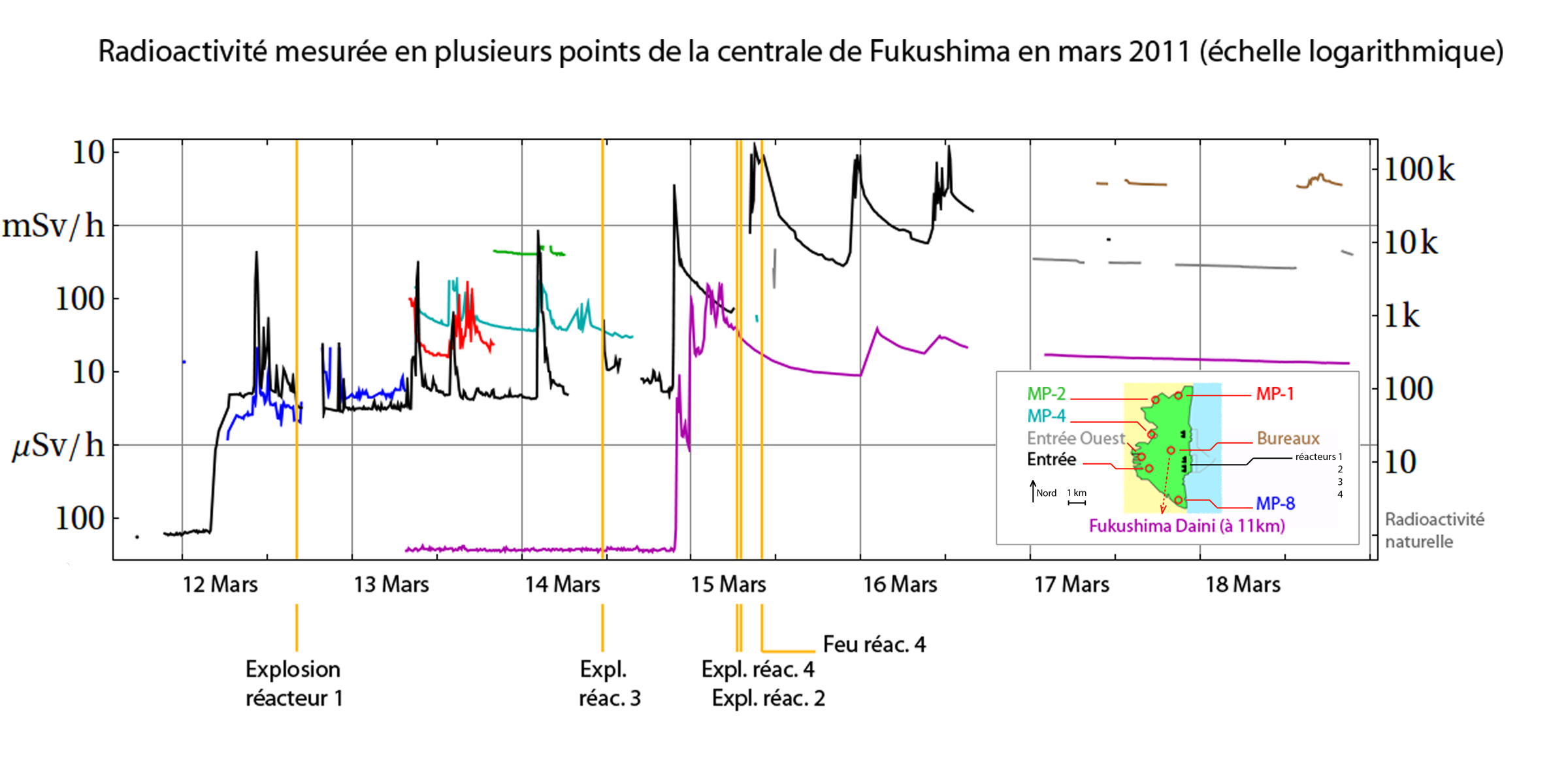
En échelle logarithmique, les niveaux de rayonnement mesurés en plusieurs points au voisinage du site nucléaire de Fukushima Daiichi en mars 2011, mis en relation avec les principaux événements

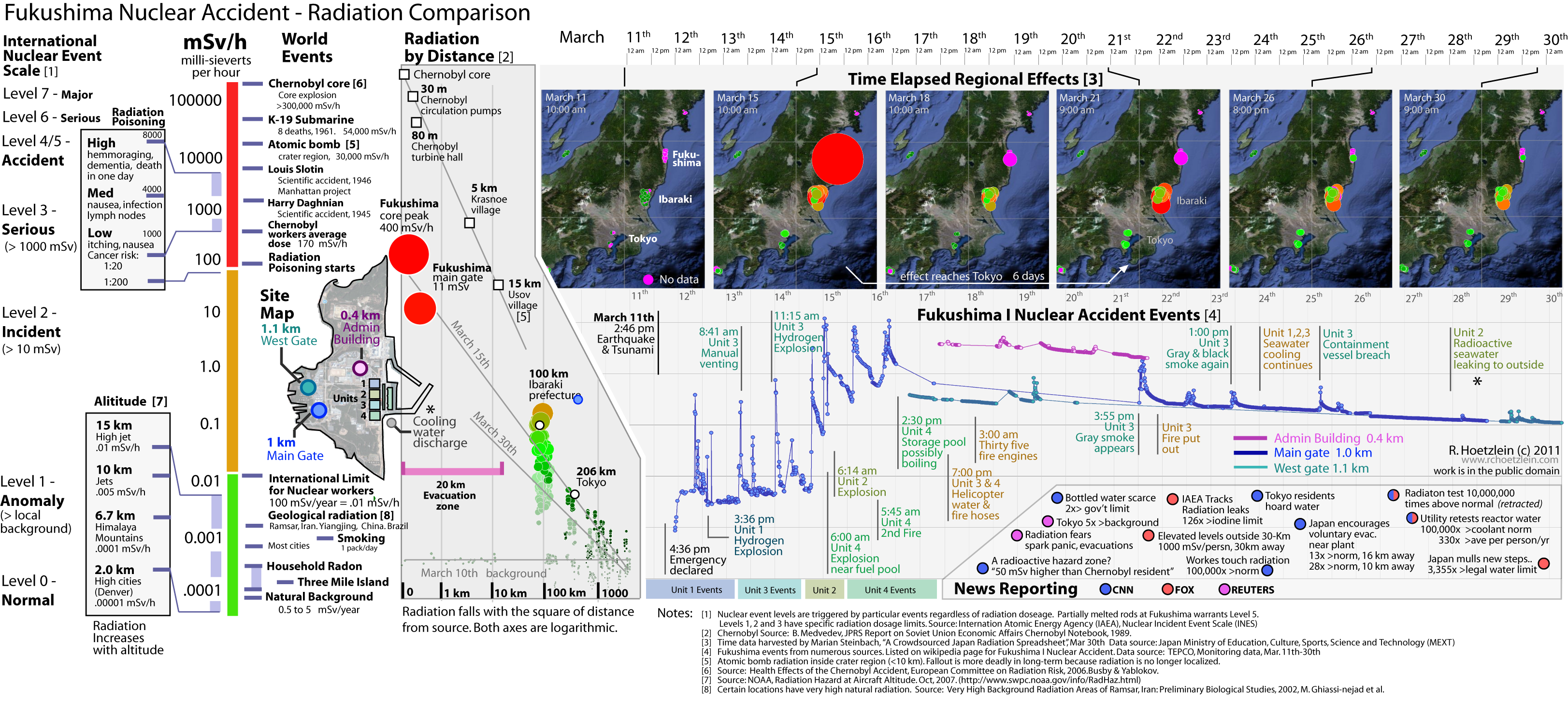
Évolution des débits de dose à Fukushima du 11 au 30 mars, et comparaison à d'autres incidents et aux normes réglementaires.

### Radioactivité dans le site
Le lendemain du séisme, la radioactivité relevée par Tepco reste normale à 0h00, mais elle augmente dès 4h40,. À 15 h 29, à la suite de plusieurs relâchements de vapeur sur le réacteur no 1, la radioactivité atteint un pic à 1 015 μSv/h à la limite nord-ouest du site,. Les deux jours suivants, la radioactivité aux points de contrôle reste généralement de l'ordre de quelques dizaines de microsieverts par heure, avec de brusques sursauts occasionnels,.
La situation s'aggrave brusquement le 15 mars, après deux explosions successives, d'abord à 6 h au bâtiment no 4 puis à 6h14 dans l'enceinte du bâtiment no 2. À l'entrée principale, le débit de dose grimpe de 73 μSv/h à 6 h à 965 μSv/h à 7 h, et atteint un pic de 11 900 μSv/h à 9 h. À l'intérieur du site, les débits de dose à 10h22 atteignent 30 mSv/h entre les réacteurs 2 et 3, 100 mSv/h au voisinage du réacteur 4 et 400 mSv/h au voisinage du réacteur 3. Tout le personnel est évacué, seuls restant sur place un petit nombre d'employés, qui seront surnommés les cinquante de Fukushima.
Au Japon, la limite de dose pour un travailleur du nucléaire dans des situations d'urgence est normalement de 100 millisieverts. Le 15 mars, pour permettre aux « liquidateurs » de la centrale de continuer à intervenir sur le site, cette limite est relevée à titre exceptionnel à 250 millisieverts par le gouvernement japonais,. Le 21 mars, la Commission Internationale de Protection Radiologique rappellera ses recommandations pour les situations d'urgence nucléaire: les niveaux de référence peuvent être relevés jusqu'à 500 ou 1 000 millisieverts; pas de limite d'exposition pour des volontaires informés lorsqu'il s'agit de sauver des vies.
Le 15 mars a radicalement changé la situation concernant la radioactivité sur site: aux points de contrôle, les ordres de grandeurs des mesures viennent de passer des dizaines aux centaines de microsieverts dans les périodes de « calme », avec de brusques sursauts occasionnels atteignant 6 960 μSv/h le 15 mars à 23 h 10 (porte principale) puis 10 800 μSv/h le 16 mars à 12 h 30. Après plusieurs jours critiques, la situation reviendra progressivement sous contrôle, et les sursauts de radioactivité se feront alors de plus en plus rares, mais la radioactivité s'est maintenant installée de manière permanente.
Un point de contrôle est mis en place à 500 mètres au nord-ouest de l'unité 2: les mesures y décroissent lentement de 3 500-4 200 μSv/h à 2 000 μSv/h entre le 17 et le 21 mars. Après quelques jours d'interruption, les mesures à cet emplacement reprennent (le point de mesure est légèrement décalé) : le débit de dose est de 1 400 μSv/h le 26 mars, passe sous les 1 000 μSv/h le 31 mars, et oscillait légèrement au-dessus des 500 μSv/h le 17 avril. Les mesures aux points de contrôle en bordure de site décroissent également, avec des valeurs au 9 avril allant de 13 μSv/h au point nord à 252 μSv/h au point sud-ouest. Depuis le 25 avril, Tepco a mis en ligne des cartes de radioactivité sur le site. Une analyse rapide montre des débits de dose supérieurs au mSv/h presque partout autour des réacteurs, et pouvant atteindre 300 mSv/h dans les zones de gravats.
Dans l'intervalle, Tepco entame le 19 mars les travaux pour rétablir l'électricité à Fukushima, et les travailleurs reviennent progressivement. Le 24 mars, trois employés d'un sous-traitant posent des câbles dans la salle des turbines du réacteur 3, les pieds dans 15 cm d'eau. Ignorant que cette eau est fortement contaminée, ils ne tiennent pas compte des alarmes de leurs dosimètres électroniques. Ils reçoivent ainsi des doses comprises entre 170 et 180 mSv (valeurs données par leurs dosimètres de poitrine), et deux d'entre eux sont victimes de brûlures aux pieds, l'eau s'étant insinué dans leurs chaussures faute d'équipement adapté (pas de bottes montantes),,. Les doses reçues aux jambes sont ultérieurement évaluées entre 2 et 3 Sv,.
À la suite de cet accident, Tepco décide d'analyser l'eau de cette salle et des autres bâtiments inondés. Le 25 mars, ils publient pour l'eau présente dans le bâtiment des turbines du réacteur 3 une analyse à 3,9 millions de Bq/cc. Le 27 mars, ils font de même pour le réacteur 2, mais se trompent dans leurs analyses et publient un chiffre de 2,9 milliards de Bq/cc d'iode 134, pour une activité en surface de 1 000 mSv/h (ce dernier chiffre étant correct). Se basant sur ces résultats, Tepco déclare que cela représente « 10 millions de fois la radioactivité de l'eau qui circule en temps normal dans un réacteur »,. Cette annonce fait immédiatement le tour du monde, et les journaux titrent « Hausse de la radioactivité et évacuation a Fukushima »,. Plus tard dans la journée, Tepco se rétracte et annonce que leurs mesures de concentration en iode 134 étaient 1 000 fois trop élevées. Le porte-parole du gouvernement parlera le lendemain de « faute impardonnable » à propos de cette erreur qui a paniqué l'opinion publique.
Au-delà de son côté anecdotique et sur-médiatisé, cet épisode est surtout l'occasion pour Tepco de prendre conscience du degré de contamination de l'eau et du sol, ignoré jusque-là. Débute alors une importante campagne visant à prendre la mesure du problème.
Le 27 mars, Tepco mesure les débits de dose à la surface de l'eau dans les sous-sols inondés des bâtiments des turbines: ils trouvent 60 mSv/h pour le bâtiment du réacteur 1, 750 mSv/h pour celui du réacteur 3, et au moins 1 000 mSv/h pour celui du réacteur 2. Dans ce dernier cas, la valeur exacte n'est en fait pas connue : leur compteur ayant saturé à pleine échelle, les employés de Tepco sont immédiatement partis sans refaire la mesure avec un calibre différent.
Le même jour vers 15 h 30, les employés de Tepco tentent de mesurer la radioactivité à la surface de l'eau dans les tranchées enterrées —destinées aux passages des câbles et tuyauteries— qui sont situées à l'extérieur des réacteurs et sont également inondées. Près de l'unité 1, l'opérateur trouve un débit de dose de 0,4 mSv/h. Le débit de dose est 2 500 fois plus élevé (1 000 mSv/h) dans la galerie de l'unité 2. À cause des gravats (fortement radioactifs) qui en bloquent l'accès, la radioactivité ne peut être mesurée pour l'unité 3,.
Ces résultats vont avoir un impact majeur sur la suite de la crise, car drainer l'eau contaminée et empêcher qu'elle n'atteigne la mer sont devenus des enjeux majeurs : le 29 mars, NHK rapporte qu'il reste encore 10 cm pour la tranchée du réacteur no 1 et 1 m pour celles des réacteurs 2 et 3 avant que l'eau ne déborde. Le 19 avril, Tepco estimait qu'il allait falloir enlever du site environ 67 500 tonnes d'eau contaminée.
Parallèlement, des échantillons de sol avaient été prélevés par TEPCO en 5 endroits différents dès les 21 et 22 mars 2011, et envoyés à des laboratoires pour analyse. Les résultats des analyses sont révélées le 28 mars et montrent la présence de plutonium 238, 239 et 240. Ce ne sont que des traces très faibles (<1 Bq/kg), du même ordre de grandeur que le plutonium que l'on trouve ailleurs au Japon — ce plutonium s'est déposé à la suite des essais nucléaires à ciel ouvert entre 1945 et 1964 — et sans danger pour la santé.
Par contre, Tepco note que le rapport isotopique ne correspond pas à celui observé pour les retombées des essais nucléaires : la proportion de plutonium 238 par rapport au plutonium 239 et 240 est trop élevée. Tepco en déduit que le plutonium détecté provient probablement des accidents de Fukushima. D'autres analyses ultérieures donnent des résultats similaires,. Le 22 avril, le Secrétaire général du Cabinet, Yukio Edano, déclare que la composition isotopique du plutonium semble correspondre à celle du MOX utilisé par le réacteur no 3, ce qui est confirmé par les analyses publiées le 27 avril, lesquelles prennent en compte non seulement le plutonium mais également des isotopes rares d'américium et de curium.
À partir du 18 avril, Tepco peut enfin mesurer le niveau de radioactivité à l'intérieur des réacteurs, grâce à des robots prêtés par une firme américaine. Les débits de dose mesurés vont de 10 à 49 mSv/h dans le bâtiment du réacteur no 1, et de 28 à 57 mSv/h dans celui du no 3,. De telles valeurs sont passablement élevées dans la perspective où des travaux seront nécessaires à l'intérieur des centrales : exposé à 25 mSv/h, un travailleur atteindrait en seulement 10 h la limite d'exposition de 250 mSv fixée par les autorités japonaises, et en 40 h l'extrême limite (1 000 mSv) admise par la Commission Internationale de Protection Radiologique.
En août 2011, Tepco détecte sur le site différents points chauds où le débit de dose horaire dépasse 10 sieverts, soit la dose létale en cas d'irradiation,.

### Radioactivité en limite extérieure de site
Le 17 mars 2011, le ministre japonais des Sciences déclare qu'un débit de dose radioactive de 0,17 mSv/h a été mesuré à 30 km au nord-ouest de l'accident (soit 20 mSv reçus en 5 jours de 24 heures, ce qui correspond à la dose autorisée en un an pour un travailleur du nucléaire en France).
Le 15 mars 2011, TEPCO annonce un niveau de radiation de plus de 8 microsieverts par heure.
Dans son 22e communiqué sur la situation, le 14 mars (7 h 30 heure locale), l’agence NISA confirme une augmentation de radioactivité par rapport à celle mesurée le 13 mars à 19 h (selon les mesures faites par un véhicule en bordure du site).
Pour la centrale de Fukushima Daini, la NISA cite une mesure approximative de 5 400 nGy/h (soit 5,4 microsieverts) en limite extérieure nord du site, le 15 mars à 19 h, en diminution par rapport aux 6 500 nGy/h (6,5 microsieverts) mesurés à 19 h la veille (le 14 mars) au même point.
Sur un des points de mesure extérieurs (MP3, au Nord-Ouest du site en limite de l'unité 2 de Fukishima Daiichi) la radioactivité atteignait 231,1 µSv/h (le 14 mars à 14 h 30 locale).
Le 13 mars 2011, à 2 km de la centrale de Fukushima Daiichi, la radioactivité ambiante a été mesurée à 0,1 mSv/h,, soit un taux environ 800 fois supérieur à la radioactivité ambiante moyenne par heure : cela signifie qu'à quelques kilomètres de la centrale, on se trouve déjà en zone jaune.
Selon le Réseau Sortir du nucléaire, des mesures effectuées à 2 km de la centrale de Fukushima Daiichi par six journalistes de l’association Japan Visual Journalist Association ont permis de constater un débit de dose s'élevant à 10 voire 100 milliröntgens par heure (soit 0,1 voire 1 millisievert par heure), débit selon eux « dramatiquement élevé ».
Des mesures indépendantes relevées dans la journée du 12 mars indiquent des niveaux de radioactivité très élevés sur toute la zone : jusqu'à 1 mSv à deux kilomètres de la centrale.
L’IRSN craint que « des rejets très importants se soient produits simultanément à l’explosion qui a affecté le bâtiment du réacteur samedi 12 mars 2011. Lors de l’explosion, le débit de dose à la limite du site aurait atteint 1 mSv/h ; 12 heures plus tard, le débit de dose aurait encore été de 0,040 mSv/h ».
Après que les réacteurs ont été déclarés en arrêt à froid, Tepco vise de pouvoir maintenir l'irradiation ajoutée à l'extérieur du site à moins de 1 mSv/an à partir d'avril 2012.

### Niveau de radioactivité extérieure

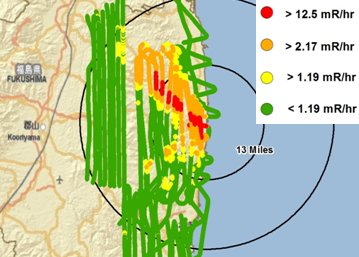
Débits de dose relevés autour de Fukushima (1 mR/h = 10 µSv/h). Les zones cartographiées en orange et en rouge ont le niveau d'irradiation d'une « zone jaune » de protection radiologique : de 0.025 à 2 mSv/h.

Le 13 mars à 21 h 45, CET l’AIEA indique que, selon les autorités japonaises, des retombées en provenance de l’usine de Fukushima Daiichi aurait conduit aux mesures de radioactivité excédant les niveaux autorisés autour de la centrale nucléaire d'Onagawa qui avaient été confirmées à 13 h 55 CET. Ce qui pourrait fournir les premières indications quant à la propagation radioactive en provenance de Daiichi pour ce qui est de l'orientation et de la vitesse : le site d'Onagawa se trouve au nord/nord-est de celui de Daiichi.
Selon le Premier ministre japonais Naoto Kan : « Des radiations ont été libérées dans l’air, mais rien n’indique qu’il s’agisse d’une grande quantité. C’est fondamentalement différent de l’accident de Tchernobyl ».
D'après le site anglais de la NHK, le ministre japonais des Sciences a déclaré qu'un débit de dose de 0,17 mSv/h a été mesuré ponctuellement à 30 km au nord-ouest de l'accident ; les autres mesures se situent entre 0,0183 et 0,001 1 mSv/h (environ 1 à 18 µSv/h).
Le 15 mars, la station de Takasaki/Gunma, située à quelque 250 km au sud-ouest de la centrale de Fukushima, délivre un « rapport non publié sur les radionucléides qui indique la détection de plusieurs radionucléides, parmi lesquels l’iode 131, dont l'activité donne une mesure de 15 Bq/m3 (à comparer aux 0,6 à 4,2 Bq/m3 mesurés en France du 1er au 3 mai 1986 lors de l'arrivée du nuage de Tchernobyl).
À 13 h 40, le 15 mars, Tokyo est atteinte par une hausse du niveau de radioactivité : on relève 0,809 µSv/h (cela correspond à des rejets supérieurs à 100 Bq/m3) puis, à 17 h 40 0,075 µSv/h, cette dernière valeur étant proche de la radioactivité naturelle dans l'air ambiant mesurée en région parisienne.
Dans la préfecture de Kanagawa, au sud-ouest de la capitale, on mesure brièvement neuf fois le niveau habituel.
À 18 h 11, le 15 mars, le niveau de radioactivité mesuré à Chiba atteint dix fois la normale. Jusqu'au soir, un faible flux de Nord à Nord-Ouest, propice à une aggravation, a repoussé les polluants radioactifs sur Tokyo et sa région.
Le niveau de radioactivité à Tokyo augmente jusqu'à dix fois le taux normal, soit autour de 0,3 µSv/h.
La radioactivité ambiante dans les environs de Tokyo reste à des niveaux non significatifs sur le plan de l'impact radiologique.
Les autorités de Tokyo ont annoncé un niveau de radioactivité de 0,809 microsievert par heure lors d'un pic de radioactivité le 15 mars, alors que la norme est de 0,035 ou 0,036. « Nous ne considérons pas qu'il s'agisse d'un niveau suffisant pour affecter le corps humain », a assuré un responsable municipal,.
Le 24 mars 2011, les équipes de l'AIEA ont enregistré des taux de 161 microsieverts par heure dans la ville de Namie (Préfecture de Fukushima), à 30 km au nord-ouest de la centrale. Une population exposée à ce taux pendant 5 jours accumule 20 mSv, ce qui correspond à la dose autorisée en un an pour un travailleur du nucléaire en France. En 25 jours soumis à ce taux, la population exposée atteindrait la limite de 100 mSv, seuil qui correspond, selon les études épidémiologiques à une augmentation de 0,5 point du risque de décéder d'un cancer. D'après l'article sur les Faibles doses d'irradiation, ce niveau (140 µSv/h) est comparable à celui mesuré dans les habitations des quartiers à fortes radioactivité naturelle de Ramsar en Iran, une des régions les plus exposées à la radioactivité naturelle au monde.
Pourtant, le 30 mars, la CRIIRAD lance une alerte pour la protection sanitaire de la population soumise à la radioactivité, et demande aux autorités d'évacuer la population sur une zone « bien au-delà du rayon de 20 km », estimant que les débits doses sont dépassés à bien plus de 100 km de la centrale si on considère une exposition de quelques semaines. L'association estime inutilisables les chiffres fournis pour établir les débits de doses reçus réellement. La contamination est externe via la peau et les cheveux, interne par inhalation de l'air et par ingestion. Les rayonnements de gaz radioactifs sont transportés par les vents « bien au-delà de la ville de Sendaï » et « bien au-delà de Tokyo ».
Le 6 avril, l'UCS affirme, lors d'une allocution devant le Sénat des États-Unis, que l'Institut Central Autrichien de Météorologie et de Géodynamique estime qu'environ 80 % de l'équivalent en Césium 137 à longue vie relâché après l'accident de Tchernobyl, l'a été sur le site de Fukushima au cours de la première semaine suivant l'accident. Cela représente le dixième du Césium 137 contenu dans les cœurs des trois réacteurs endommagés. Dans sa conclusion, l'UCS affirme que des niveaux de contamination suffisamment importants pour mériter préoccupation ont été mesurés bien en delà de la zone des vingt kilomètres fixée par le Japon ; en outre, les habitants de ces zones reçoivent en une semaine la dose limite annuelle de radiation recommandée par la Commission Internationale de Protection Radiologique.

### Dispersion atmosphérique du panache radioactif
Les rejets radioactifs dispersés dans l'atmosphère sont soumis au déplacement des masses d'air et se sont dispersés au gré des courants aériens.
Le 16 mars 2011, cinq jours seulement après le tremblement de terre, une brutale augmentation du taux de Xénon (un gaz rare) était détecté aux États-Unis ; Il s'agissait d'un isotope (133Xe) radioactif responsable d'une radioactivité de 40 Bq/m3 d'air, indiquant un taux 40 000 fois plus élevé que le taux moyen de cet isotope dans cette partie des États-Unis. En tant que produits de fission, il confirmait la gravité de l'accident et sa détection était le premier marqueur du passage du nuage au niveau du laboratoire (46° 16′ 47″ N, 119° 16′ 53″ O), soit à plus de 7 000 km de Fukushima, son point d'émission .
Météo-France a réalisé une modélisation qui a permis de prévoir l'arrivée des masses d'air polluées sur les différents continents, en prenant le césium 137 comme élément représentatif.
Il en ressort que seul l'hémisphère nord a été concerné. Le panache s'est déplacé d'ouest en est. Il a atteint la côte Ouest des États-Unis le 16 mars 2011, puis la côte est entre le 18 et le 19 mars. Les polluants ont atteint les Antilles françaises à partir du 21 mars et Saint-Pierre-et-Miquelon à partir du 23 mars. Concernant les « impacts à très grande distance », les concentrations étaient trop faibles pour que les sondes du dispositif de mesure du rayonnement ambiant détectent le passage.
À partir du 22 mars, le panache aborde le nord de la Grande-Bretagne puis les pays scandinaves où de l’iode 131 a été mesuré dans l’air à Stockholm, Umeå et Kiruna en Suède, à une concentration inférieure à 0,30 mBq/m3, ainsi qu’en Finlande (moins de 1 mBq/m3). Le panache redescend ensuite sur l'Europe et atteint la France le 24 mars où de l'iode 131 est mesuré à des concentrations variant entre quelques dixièmes de mBq/m3 et quelques mBq/m3. Du césium 134, du césium 137 et du tellure 132 ont également pu être détectés à des concentrations de quelques centièmes de mBq/m3.
Dans la dernière semaine de mars, le panache s'est ensuite déplacé vers l'Asie, où des concentrations similaires à celles mesurées en Europe ont pu être mesurées en Chine et en Corée.

## Contamination radioactive

### Stocks d'eau radioactive
En un mois, environ 60 000 m3 d'eau très radioactive issue du refroidissement des réacteurs ont été récupérés et la place manque pour les stocker, en attente de pouvoir les traiter. Certains craignent que l'iode ou le tritium de cette eau ne contamine l'environnement en cas de stockage en plein air. Les médias évoquaient dès le 7 avril le recours possible à un tankers ou à une plate forme russe de traitement des radiations nommée Suzuran (construite au Japon à la fin des années 1990) pour démanteler les sous-marins nucléaires stockés à Vladivostok.

### Contamination radioactive de l'atmosphère
Les zones affectées dépendent de l'intensité des émissions radioactives, de la force et de la direction des vents, ainsi que de la nature et de l'activité (exprimée en Bq/m3) des éléments radioactifs.
Les mesures effectuées par le Tokyo Metropolitan Industrial Technology Research Institute sur les poussières atmosphériques prélevées à Tokyo ont montré la présence d'iode 131, iode 132, césium 134 et césium 137. Or le seul radionucléide auparavant présent dans l’atmosphère était le césium 137, en raison de la catastrophe de Tchernobyl et des essais nucléaires militaires.
Alors que les niveaux ont tendance à décroître, lundi 21 mars, de 8 h et 10 h, heure locale, on relève à Tokyo des niveaux de contamination de l'air en iode 131 (15,6 Bq/m3) et en césium 137 (6,6 Bq/m3) supérieurs à ceux relevés mercredi 16 mars à 18 h. Mais le pic de contamination le plus élevé a été relevé dans la journée du mardi 15 mars : 241 Bq/m3 pour l'iode 131, 64 Bq/m3 pour le césium 134.
Dans la journée du 21 mars, des vents faibles d'orientation Sud-Ouest dirigeaient les émissions radioactives de la région de Fukushima sur le secteur de Tokyo, Kanagawa et Chiba, via le littoral.
Les retombées radioactives issues des émanations à l'international sont estimées à des niveaux très faibles (sans aucun danger) au survol des États-Unis et de l'Europe (atteinte à partir du 24 mars).
La directrice scientifique de la CRIIRAD, organisme indépendant, estime pourtant que « les résultats communiqués par l’IRSN sous-évaluent très probablement le niveau réel de cette contamination » pour la France. En effet selon elle, les techniques de détection employées par l'IRSN « ne permettent pas de détecter l’iode gazeux », qui représenterait « une part importante de l’iode radioactif présent dans les masses d’air contaminées par les rejets de la centrale de Fukushima ».
Le 29 mars à 20h, l'IRSN publie une synthèse de mesures de radioactivité en France qui montre une persistance des radionucléides issus de Fukushima et une augmentation de la présence d'Iode-131 manifestement liée aux précipitations. Les niveaux les plus élevés sont relevés au Vésinet, à 19 km de Paris : au 27 mars, on y détecte de l'Iode-131 sous forme gazeuse à un niveau de concentration de 0,51 mBq/m3, de l'Iode 131 dans l'eau de pluie à 1,73 Bq/L, ainsi que dans des échantillons de végétaux à 2,17 Bq/kg (légumes verts à larges feuilles), à raison d'un dépôt au sol de 4 Bq/m3. Ces niveaux ne présentent pas de danger sanitaire.
Le Césium-137 n'a pas encore été détecté ; par contre des traces de césium 134 ont été relevées le 26 mars par l’Institut Laue-Langevin de Grenoble sur un filtre aérosol (0,05 mBq/m3).
Cependant, la CRIIRAD estime que les analyses sur filtres à aérosols minimisent l'activité radioactive réelle de l'air, et avertit que les niveaux vont rapidement augmenter dans les légumes à large surface de captage, de type salades, épinards… D'après un communiqué, les retombées d'Iode 131 en quantité cumulée pendant deux semaines « pourraient atteindre plusieurs centaines de Bq/m2 (de sol), voire quelques milliers de Bq/m2 en cas de conditions météorologiques très défavorables ou d’augmentation plus importante que prévu de l’activité de l’air ». Disposant d'analyses de l'iode 131 à la fois sous forme particulaire et sous forme gazeuse, l'association observe que l'iode gazeux est 3 à 14 fois plus concentré avec, pour les États-Unis, des niveaux maximaux atteints en Californie et en Alaska dans la période du 20 au 22 mars.
Selon les analyses produites par TEPCO de la radioactivité de l'air et des poussières en suspension, on observe une tendance à la diminution régulière de la radioactivité de ces aérosols pour la période du 6 au 28 avril 2011. Cependant, des traces d'iode 131 sont toujours détectées dans plusieurs préfectures japonaises aux mois de novembre et de décembre 2011. La présence de cet isotope radioactif issue de la fission de l'uranium pourrait indiquer que des épisodes de criticité ont toujours lieu au sein des coriums de la centrale de Fukushima Daiichi, car l'iode 131 se désintègre très rapidement (demi-vie d'un peu plus de 8 jours).

### Contamination radioactive du sous-sol
Le 28 mars 2011, la commission japonaise de sûreté nucléaire a demandé à TEPCO d'effectuer des mesures de radioactivité de l'eau accumulée dans les caves des bâtiments des turbines, mais aussi d'effectuer des sondages dans le sous-sol à proximité des bâtiments, afin de pouvoir détecter une éventuelle contamination souterraine d'eaux de nappe. TEPCO a mis en place (à partir du 5 avril 2011), parallèlement aux mesures de contamination marine, un suivi des eaux souterraines (trois radionucléides dosés trois fois par semaine), conformément aux instructions de la NISA (du 14 avril 2011)
Les prélèvements faits en avril 2011 dans le sous-sol près des six bâtiments des turbines contenaient tous de l'Iode 131, du césium 134 et du césium 137, avec une tendance à la hausse pour le césium et un plateau après une hausse jusqu'à 103 Bq/cm3 (le 13 avril) pour l'iode.

### Contamination radioactive de l'océan
Une partie de l'eau utilisée pour refroidir les réacteurs est rejetée dans la mer, ce qui suscite des inquiétudes quant aux conséquences sanitaires.
Le 21 mars, des niveaux anormalement élevés de substances radioactives ont été détectés dans l’eau de mer près de la centrale de Fukushima, selon l’exploitant Tepco les taux d’iode 131 et de césium 134 étaient respectivement 126,7 fois et 24,8 fois plus élevés que les normes fixées par Tokyo. De plus, le taux de césium 137 était également 16,5 fois plus élevé que la normale. Selon Naoki Tsunoda (responsable de Tepco), ces niveaux de radioactivité ne menacent pas la santé humaine, mais pourraient affecter les milieux et la vie sous-marine.
Le 22 mars 2011, la compagnie Tokyo Electric Power annonce que des prélèvements d’eau de mer, réalisés à 100 m de la berge, au large de la centrale de Fukushima Daiichi, révèlent que le taux de iode 131 est 126,7 fois supérieurs aux normes fixées (à 0,04 Bq/cm3) par le gouvernement japonais,.
Des relevés sur l'eau de mer au large de la centrale de Fukushima Daiichi sont annoncés par TEPCO le mardi 22 mars : l'iode 131 est d'un niveau 126,7 fois plus élevé que la norme et le césium 134 affiche 24,8 fois le niveau normal. Des tests en mer sont menés le 23 mars en huit points différents à 30 km des côtes par le Ministère de la Science. Les pêcheurs ne pourront pas reprendre leur activité avec des niveaux excessifs de radioactivité dans les produits de la mer. Mercredi 23 mars, à 100 m en mer au large de Fukushima, des prélèvements d’eau de mer révèlent des niveaux en iode 131 de l’ordre 4 Bq/cm3 (100 fois supérieurs à la norme japonaise).
Le 26 mars 2011 vers midi, l'Agence japonaise de sûreté nucléaire publie le taux d'iode 131 relevé la veille par la compagnie Tokyo Electric Power en aval de l'« émissaire-sud » en mer de la centrale : 50 000 Bq/litre, soit 1 250 fois la norme légale en mer (40 Bq/litre). Le porte-parole de l'Agence précise que « si vous buvez 50 centilitres d'eau courante avec cette concentration d'iode, vous atteignez d'un coup la limite annuelle que vous pouvez absorber ; c'est un niveau relativement élevé ». La concentration de césium 137, (dont la demi-vie ou période radioactive est de 30 ans) dépassait de 80 fois la limite légale selon Le Point et le césium 134 la dépassait de 117 fois. Le baryum 140 dépassait de 3,9 fois la norme.
Devant l'émissaire-nord, de l'iode 131 a aussi été trouvé à raison de 283 fois la norme, ainsi que du césium 134 (28 fois la norme), du césium 137 (18,5 fois la norme). L'iode radioactif est susceptible d'être rapidement bioconcentré par les algues et organismes marins filtreurs (coquillages tels que moules et huîtres en particulier).
Le 27 mars 2011, le niveau de radioactivité relevé dans l'eau de mer à 300 mètres au large du réacteur 1 augmente encore, atteignant une valeur 1 850 fois supérieure à la normale, soit une teneur multipliée par plus de dix en l'espace de cinq jours, et plus au large.
Une très faible augmentation de la radioactivité de l'eau prélevée le 25 mars devant les émissaires de la centrale de Fukushima Daini, était constatée hormis pour l'iode qui dépassait le seuil de 10 fois. Un expert de l'IRSN affirme que « l'eau contaminée va être très difficile à traiter, car on ne peut pas la mettre dans des camions-citernes et tant qu'elle est là, le travail ne peut pas reprendre » et que cette eau a déjà « commencé à s'échapper ». Le 28 mars, l'ASN relève une eau chargée en iode 131 à un niveau 1 150 fois supérieur à la norme légale, à 30 mètres des réacteurs 5 et 6, situés au nord du complexe Fukushima Daiichi.
Une eau contaminée à plus de 1 Sv/h a été trouvée « dans des puits de regard d'une tranchée souterraine débouchant à l'extérieur du bâtiment » du réacteur 2. De l'eau fortement radioactive aurait pu selon Tepco avoir ruisselé jusqu'à la mer, situé à 60 m du bâtiment. Mais le 30 mars, le même niveau à 300 m des réacteurs plus au sud atteint 3 355 fois la norme.
Le 31 mars, le taux de radioactivité de l'océan devient alarmant, croissant à grande vitesse : on mesure un taux 4 385 fois supérieur à la norme légale pour l'iode radioactif à 300 mètres au Sud de la centrale nucléaire Daiichi.
Le 2 avril, le ministère de la Science relève pour l'eau de mer à proximité immédiate de la centrale, 300 GBq/m3 pour l'iode-131 soit 7,5 millions de fois la norme maximale. Le 5 avril 2011, l'opérateur TEPCO annonce mesurer 1 000 mSv/h dans l'eau de mer près du rivage, avec d'importants taux d'iode radioactifs (iode 131), alors qu'il a commencé à rejeter dans le Pacifique, pour environ cinq jours, quelque 11 500 tonnes d'eau « faiblement radioactive » (plus de 100 fois la normale) issues des réservoirs, afin de les libérer et accueillir l'eau beaucoup plus contaminée. Le 4 avril, l'IRSN publie une note d'information sur les conséquences des retombées radioactives dans le milieu marin. Alors qu'une partie des radionucléides est soluble, une autre partie de l'est pas, ce qui entraîne une fixation de la radioactivité sur les particules solides en suspension dans l'eau selon affinité et, par la suite, au niveau de la sédimentation des fonds océaniques atteints. L'IRSN appelle à une surveillance des sédiments du littoral japonais, contaminés pour plusieurs années au ruthénium 106 (106Ru) et au césium 134 (134Cs) (voire au plutonium, dont la présence n'était toutefois pas établie au 4 avril 2011) et par conséquent à une surveillance radiologique des produits de la mer, eux aussi contaminés, en particulier au niveau des installations aquacoles du littoral Est. En effet, la concentration en radionucléides s'avère plus importante pour les espèces vivantes, en fonction de chaque espèce (par exemple, les algues stockent 10 000 fois plus), que dans l'eau de mer.
À moyen terme, tout le littoral oriental situé entre les latitudes 35°30'N et 38°30'N est concerné par la dispersion des radionucléides, davantage contenus au Nord par le courant Kuroshio. À long terme, les radionucléides à période plus longue sont appelés à gagner le centre du Pacifique et même l'Ouest du Pacifique Sud, où ils peuvent subsister pendant 10 à 20 ans maximum en prenant en compte le temps de transport ; le Sud de l'Atlantique serait épargné.
Le 9 septembre 2011, l'Agence japonaise de l'énergie atomique a annoncé que la pollution du pacifique en mars-avril avait été sous-estimée d'un facteur 3. Ce sont 15 térabecquerels de césium 137 et d'iode 131 qui auraient ainsi pollué le Pacifique du 21 mars au 30 avril 2011 avec une dilution dans le Pacifique qui devrait être terminée vers 2018 selon une modélisation.

### Dépôts radioactifs
Cependant, dans un rayon de 30 km et au-delà, la région se retrouve contaminée par les particules radioactives transportées par les vents et retombant au sol sous l'effet de la pluie. En raison des décompressions volontaires et de fuites d'origine imprécise, les dépôts radioactifs sont importants. D'après une simulation réalisée par un laboratoire autrichien, le dimanche 20 mars se caractérise par un transport réel de la radioactivité sur Tokyo et sur Sendaï, en raison d'un changement des masses d'air soufflant cette fois du Nord et accompagné de précipitations.
L'ASN estime que le secteur contaminé peut s'étendre au-delà de la zone des 20 km et que le gouvernement japonais devra gérer cette contamination locale pendant des dizaines et des dizaines d'années. Au vu des conditions météorologiques, la zone de contamination pourrait sans doute s'étendre jusqu'à une centaine de kilomètres, indique Jean-Claude Godet de l'ASN.
L'iode 131 radioactif n'a qu'une demi-vie de huit jours, la contamination correspondante disparaît au bout de quelques mois. En revanche, le césium 137 a une demi-vie de trente ans : bien qu'il soit nettement moins irradiant, les contaminations qu'il entraîne restent sensibles deux ou trois siècles.
Les autorités japonaises annoncent le 23 mars qu'un prélèvement de sol à 40 km au Nord-Ouest du site montre une très forte contamination au césium 137, soit 163 000 Bq/kg, ce qui est extrêmement élevé. Ceci démontre que la zone jaune peut s'étendre bien au-delà du rayon d'évacuation des 30 km.

## Impacts environnementaux et sanitaires

### Impact sur l'air
Parmi les polluants émis, l'iode 131 a "rapidement" disparu (en raison de sa courte période radioactive).
Les isotopes radioactifs du césium (césium 137 et césium 134) sont les radionucléides qui pourraient subsister le plus durablement dans l’air, probablement plusieurs mois, avec des concentrations diminuant progressivement.
En Europe, selon une étude publiée en décembre 2012, des retombées radioactives de Fukushima ont été détectées dans l'air moins de deux semaines après leur émission, notamment en France, d'abord à 2 877 m d'altitude par le LEGOS et l'Observatoire du Pic du Midi (Pyrénées) avec une présence anormale d'iode 131 dans les aérosols (200 ± 6 μBq m-3).
Une faible contamination a pu être constatée du 22 au 29 mars 2011, mais à doses très faibles (radioactivité 400 fois moindre que lors du passage du nuage émis par la catastrophe de Tchernobyl). De faibles dépôts de radiocésium ont aussi été enregistrés en France du 29 mars au 5 avril (environ 10 μBq m-3). La signature isotopique des retombées (ratio de 1,4 137Cs/134Cs) a permis de confirmer qu'elles provenaient bien de la centrale nucléaire de Fukushima Daiichi.
Les taux de radioactivité de l'air dans le reste de l'Europe ou en Asie continentale étant également très faibles, l'IRSN a jugé inexistant le risque pour la santé pour des personnes exposées dans ces régions à cet air faiblement contaminé.
Sous l'égide du MEXT (ministère japonais de l’Éducation, de la Culture, des Sports, des Sciences et de la Technologie) et avec l'aide du département de l'Énergie des États-Unis, une étude a évalué le niveau initial de contamination en « radiocésium » de toute la région de Fukushima. Cette évaluation a été faite à partir des données obtenues lors de campagnes aéroportées de mesure de la radioactivité de l'air et de prélèvements d'échantillons ponctuels de sols (pour évaluer les retombées). En avril 2011, on a pu disposer d'une cartographie des dépôts aériens sur 5 000 km2  pour le césium-134 et le césium-137 )

### Impact sur l'eau

#### Impacts des retombées aériennes sur les eaux douces
Outre quelques dépôts secs ensuite lessivés, lors de ce type d'accident, une partie des radionucléides dispersés dans l'air peut être rapidement précipitée au sol après incorporation dans les gouttelettes d'eau présentes dans les nuages ou condensant à partir de l'air (brume, rosée, givre).
Une fois dans l'eau retombée au sol, une partie des radionucléides peut être plus ou moins durablement piégée dans le sol, intégrée aux sédiments ou emportée avec le ruissellement vers des cours d'eau, étangs ou la mer. Une partie de ces radionucléides peut aussi être intégrée dans certains organismes vivants. Le reste est emporté par l'eau, vers des nappes ou d'autres masses d'eau.
Au moment de l'accident (11 mars 2011) et jusqu'aux arrosages destinés à refroidir les piscines et réacteurs, la plus grande part des radionucléides a été émise dans l'air. Ils ont d'abord été directement transportés par le vent vers l’océan Pacifique, mais quatre jours plus tard, le vent a tourné et il a plu ou neigé ce qui a contribué au dépôt de radionucléides formant un panache de contamination, au niveau des sols et des zones imperméabilisées situés au nord-ouest de la centrale jusqu'à environ 70 à 80 km du point d'émission. Cette zone constituée de reliefs boisées et de plaines cultivées est notamment drainée par le fleuve Abukuma-gawa qui se jette plus au nord, dans l'océan Pacifique. Ce bassin est boisé à 79 % et cultivé à 18 % avec un cumul pluviométrique moyen annuel de 1 100 à 2 000 mm. Deux autres bassins versants, ceux des fleuves Mano et Nitta qui se jettent également dans le Pacifique, ont également été touchés. Ces fleuves sont plus étroits mais traversent dans leurs cours aval des régions densément peuplées et cultivées.
Au Japon, selon les données disponibles en 2012, il existe selon O. Evrard du CEA « une zone de contamination particulièrement marquée (plus de 50 000 Bq/kg) au sein de la chaîne de montagnes qui s’étirent jusqu’à 40 km au nord-ouest de la centrale de Fukushima Daiichi, ainsi que la présence d’un panache secondaire (plus de 25 000 Bq/kg) dans la vallée de l’Abukuma, à l’amont de la ville de Fukushima. La présence de gradients de pente très élevés en montagne et le climat très érosif qui règne au Japon sont susceptibles de générer l’exportation massive de sédiments contaminés vers les plaines cultivées et densément peuplées, et l’océan Pacifique ». Depuis l'accident, la radioactivité ambiante tend à augmenter significativement près des fleuves  (par rapport aux sols environnants), ce qui laisse penser que l'érosion et le ruissellement « ont commencé à transporter les sédiments plus contaminés de l’amont vers les zones initialement moins contaminées de l’aval, dès les mois qui ont suivi l’accident ».

Dans la Préfecture de Fukushima, une étude a porté sur la dispersion des sédiments radioactifs dans les cours d'eau drainant la zone survolée par le panache de contamination quand il a plu ou neigé. L'iode-131 ayant une demi-vie de 8 jours, il a assez rapidement disparu de l'environnement, ce sont donc les isotopes du césium (césium-134 dont la demi-vie est de 2 ans, et césium-137 dont la demi-vie est de 30 ans) qui ont été suivis. Ces deux radioisotopes tendent à être adsorbés par la fraction fine des particules du sol. Ces particules contaminées peuvent ensuite être entraînées par les processus d’érosion et de ruissellement. Si elles arrivent dans un cours d'eau, notamment en période de crue, elles peuvent alors être rapidement exportées vers l'aval des bassins versants et, in fine, dans l'Océan Pacifique.
En France, en avril 2011, l'IRSN a estimé l’ordre de grandeur de concentration de la pluie à quelques Becquerels par litre. Ici aussi, le risque a été jugé inexistant compte tenu de ces concentrations extrêmement faibles. Ainsi une pluie de 100 mm en un mois génèrerait un dépôt contaminé de quelques centaines de Becquerels par mètre carré, ce qui est dérisoire par exemple par rapport aux dépôts qui ont pu être générés par le nuage de Tchernobyl et qui ont pu atteindre quelques milliers, voire dizaines de milliers de Becquerels par mètre carré dans l'Est de la France.
Du 30 mars au 10 avril, c'est-à-dire pendant ou après le passage du « nuage », une présence très faible d'iode 131 a été détectée dans l'herbe (de 1,1 à 11 Bq kg-1 ; poids frais) et, dans une moindre mesure, dans des échantillons de sol (0,4 Bq kg-1), dans le bassin de la Seine .

Du 134Cs émis par l'accident a aussi été trouvé dans de l'herbe échantillonnée dans le même bassin (du 31 mars au 10 avril) avec une radioactivité de 0,2 à 1,6 Bq kg-1 de poids frais.

#### Impacts sur les eaux marines et littorales
Ce sont les impacts  environnementaux qui semblent les plus importants et préoccupants. La contamination de l'environnement marin induite par cet accident est considérée comme étant la plus grande pollution radioactive marine de l'Histoire.
Elle a au moins trois origines : 
1. les retombées dans l'océan à partir des panaches de fumées et vapeur libérés par les trois réacteurs après leur explosion, ainsi que par les vapeurs issue des arrosages ;
2. les rejets volontaires ou involontaires (fuites) d'eaux contaminées provenant de l'usine ;
3. l'arrivée en mer de polluants radioactifs issus de l'érosion de sols contaminés et du ruissellement, ou encore de la lixiviation de déchets issus des trois explosions de réacteurs

Début avril 2011, dans un périmètre de 500 m autour de la centrale, la radioactivité de l'eau de mer atteignait 68 000 Bq.L-1 rien que pour le radiocésium (134Cs et 137Cs). Et elle a dépassé 100 000 Bq.L-1 pour l'iode 131

En raison du contexte de l'accident (dit « Genpatsu-shinsai » c'est-à-dire accident majeur avec conjonction dans l'espace et le temps d'un triple accident nucléaire et des conséquences du tremblement de terre et du tsunami qui l'ont déclenché) et en raison de la situation d'urgence complexifiée, aggravée et prolongée par la gestion de l'après-tsunami il est encore difficile en 2013, à partir des données fournies par l'opérateur TEPCO d'apprécier la cinétique des radio-polluants (iode 131 notamment) ou même d'estimer le montant total des radionucléides ayant atteint la mer.
Une évaluation publiée fin 2012, modélisée sur la base d'une interpolation faite à partir des teneurs mesurées sur une série d'échantillons marins dans le cadre de la surveillance de la radioactivité a évalué l'apport en Césium 137 dans un rayon de 50 km autour des émissaires de la centrale. Selon cette estimation, ce sont 27 pétabecquerels (soit 27 × 1015 Bq) qui avaient été émis en mer entre le début de la catastrophe et le 18 juillet 2011, les rejets les plus importants ayant été ceux du premier mois, avec une décroissance régulière jusqu'en juillet où la radioactivité des rejets en mer s'est stabilisée.
Les centrales nucléaires refroidies par l'eau de mer sont toujours construites dans des zones de fort courant pour faciliter leur refroidissement et la dilution de polluants autrefois considérés comme inévitables (eau tritiée par exemple). Cette situation courantologique a permis une dispersion importante du radiocésium libéré par les accidents successifs de la centrale de Fukushima. Selon l'étude faite en 2011, la moitié du césium introduit chaque jour dans les 50 km autour de la centrale a été piégé dans le sédiment ou emporté par le courant hors de cette zone en 7 jours). Ce radiocésium restera détectable durant des années ou décennies dans le Pacifique Nord et pourrait être concentré dans certains organismes (filtreurs et prédateurs notamment). Sa signature isotopique (ratio 137Cs/134Cs) en fait un traceur utilisable pour les études futures de la « cinétique environnementale » de ce polluant.

#### Restrictions sur l'eau courante
Les normes de la radioactivité de l’eau potable sont fixées à 200 Bq/litre pour le césium et 300 Bq/litre pour l'iode[réf. nécessaire]. Ces limites sont cohérentes avec les recommandations et pratiques internationales en cas d'urgence nucléaire (pour une durée maximale d'un an).
Des traces de substances radioactives sont décelées dans l'eau du robinet de Tokyo dès le samedi 19 mars 2011.
Le Ministère de la Santé invite les habitants proches du secteur à ne pas boire l'eau du robinet, contaminée par l'iode radioactif. L'eau courante de Tokyo présente aussi un faible niveau d'iode radioactif.
Le 23 mars 2011, Le gouverneur de Tokyo, Shintaro Ishihara, recommande de ne plus utiliser l'eau du robinet pour les enfants de moins de un an à Tokyo. Selon des responsables de l'Office de l'eau de Tokyo, un taux d'iode 131 de 210 Bq par kg a été relevé sur des échantillons d'eau courante dans le centre de la ville, alors que la limite fixée par les autorités japonaises est de 100 Bq pour les bébés.
Le 28 mars, le Ministère de la Santé demande aux usines et distributeurs fournissant en eau potable le Japon tout entier de ne plus recueillir l'eau de pluie et de stopper le puisement des rivières à la suite d'éventuelles précipitations. Depuis le 27 mars, les réservoirs à l'air libre doivent en outre être recouverts d'une bâche.
En décembre 2011, le Ministère de la Santé, du Travail et des Affaires sociales décide de mettre en place une norme de radioactivité pour le césium beaucoup plus restrictive à partir d'avril 2012 : 10 Bq/litre, environ dix fois plus stricte que les normes internationales[réf. nécessaire].

### Impact au Japon
Dès juin 2011, le japon édicte de premières règles ou recommandations pour faire face à des problèmes difficiles (sanitaires, techniques, juridiques et financiers) de gestion, d'une grande quantité de déchets organiques et minéraux laissés par le Tsunami (dizaines de millions de tonnes) plus ou moins contaminés dans les zones touchées par les retombées radioactives. De même les ordures ménagères se montrent plus ou moins contaminées ainsi que de boues de station d'épuration ou résidus d'unités de potabilisation de l'eau, tous rendus plus ou moins radioactifs par les retombées dans ces zones. Les mâchefers et cendres d'incinérateurs concentrent aussi la radioactivité des déchets dont ils proviennent, et le Japon manque de décharges et de sites sécurisés pour les accueillir.
L'ASN recommande de ne brûler les déchets que dans des incinérateurs équipés de filtre et la construction de décharges spéciales pour entreposer les résidus d'incinération contenant plus de 8000 Bq/kg.

#### Rapport UNSCEAR
En 2013, l'UNSCEAR a publié un rapport
«  axé principalement sur l’exposition aux rayonnements des divers groupes de la population, et sur les effets en termes de risques radio-induits pour la santé humaine et l’environnement. Les groupes de population pris en compte comprennent les résidents de la préfecture de Fukushima et d’autres préfectures au Japon, ainsi que les travailleurs, les sous-traitants et les autres personnes qui ont participé à l’intervention sur le site de l’accident ou aux alentours. L’évaluation de l’environnement porte sur les écosystèmes marins, aquatiques et terrestres. » 
et qui précise à la suite des différentes études que : 
« L’UNSCEAR a constaté que l’exposition de la population japonaise était faible, avec pour conséquence de  faibles  risques  d’effets  sanitaires  dus  aux  rayonnements  plus  tard  dans  la  vie. Cette  constatation concorde avec les conclusions du rapport de l’OMS sur l’évaluation des risques sanitaires. L’UNSCEAR a eu à disposition une plus grande quantité de données après la période prise en compte par l’OMS, ce  qui  lui  a  permis  de  faire  des  estimations plus  précises  des  doses  et  des  risques  associés ».

#### Le cas particulier des cancers de la thyroïde
En 2012, l'Association française des malades de la thyroïde et de nombreux Japonais s’alarment du risque de contamination de dizaines de milliers d’enfants Japonais, résidant à proximité de la centrale nucléaire de Fukushima Daiichi, et de ses conséquences sur leur thyroïde.
Près d’un tiers des enfants exposés souffriraient déjà d’un kyste thyroïdien.
La plupart des épidémiologistes estiment que le risque pour la thyroïde était très limité, car les réacteurs japonais défaillants ont émis environ 10 fois moins de rayonnement ionisant qu'à Tchernobyl, avec des vents qui ont de plus poussé une grande partie du nuage vers la mer. De plus des distributions d’iode stable et l’évacuation ont été rapidement entreprises. Le nombre officiel de nodules détectés chez les enfants dans la préfecture de Fukushima a fortement augmenté les mois qui ont suivi l'accident, mais ce nombre n’est selon eux que le « résultat paradoxal d'un programme de dépistage bien intentionné (...) sans précédent ».

Dès les premiers mois de ce suivi, des anomalies thyroïdiennes ont été détectées chez près de la moitié des enfants, dont plus de 100 ont ensuite été diagnostiqués porteurs d’un cancer de la thyroïde.
En 2006 l’OMS reconnait environ 5 000 cas de cancer thyroïdiens chez les moins de 18 ans qui vivaient dans les zones de retombées lors de l’accident, et admettait que d'autres cas pourraient apparaitre avec le temps. En 2006 l'ONU attribue 15 décès infantiles de cancer de la thyroïde à Tchernobyl (mais les décès sont rares si l’ablation de la glande thyroïde est faite précocement).

Sur ces base le Japon a testé 368 651 résidents de Fukushima (âgés de 18 ans ou moins lors de l'accident). La plupart des experts ont été d'abord surpris par un nombre inattendu d'excroissances thyroïdaires (notamment car la première salve de dépistage était précoce ; lancée fin 2011, elle était plutôt un point-zéro nécessaire pour ensuite détecter une éventuelle augmentation du nombre de cas de  tumeurs radio-induites (attendues dans les 4 ans ou plus). Tous les enfants porteurs de nodules dépassant 5,0 mm ou de kystes de 20,1 mm ou plus ont été invités à subir un deuxième examen plus détaillé et, si nécessaire, une biopsie. Après l'examen initial, les enfants devaient être réexaminé par précaution tous les 2 ans jusqu'à 20 ans (puis tous les 5 ans).
En 2013, l'OMS a estimé qu’une « minuscule » augmentation de risque de cancer pouvait être attendue pour les personnes exposées à 12 à 25 millisieverts (mSv) dans les territoires les plus touchés (car dans le monde, on reçoit en moyenne 2,4 mSv par an de rayonnement de fond, et une radiographie à rayons X fournit environ 0,1 mSv. (mais une radiographie ne dépose pas de radionucléide dans la thyroïde). Les femmes ont un risque à vie de 0,75 % de développer ce cancer ; selon l'OMS, dans les zones à risque de la région de Fukushima ce risque n'augmenterait que de 0,5 %.
La première vague de dépistage s'est terminée en avril 2015. Ses résultats ont été publiés en août 2015 : environ la moitié des 300476 thyroïdes observées présentaient des nodules solides ou des kystes remplis de liquide.
Noboru Takamura (spécialiste des effets du rayonnement à l'Institut des maladies de la bombe atomique à l'Université de Nagasaki) rappelle que comme il s’agissait de la toute première étude sur un aussi grand nombre de personnes, les experts ne savaient pas si cette fréquence était anormale, ni haute ou basse.
Des études plus modestes avaient ailleurs déjà pu laisser penser que de minuscules kystes de la thyroïde et de petits nodules étaient en fait communs dès l’enfance et à tous les âges[réf. nécessaire].
Rem : la Corée du Sud a vécu une expérience proche : en 1999 un programme national de santé avait proposé à ceux qui le souhaitaient un dépistage échographique de la thyroïde pour un faible prix, ce qui a été suivi d’une forte augmentation du nombre de cas de cancer thyroïdien détecté et en 2011, le taux de diagnostic de ce cancer a été 15 fois supérieur à celui de 1993). Comme ce cancer est bien traité à un stade plus avancé et qu’il nécessite une thérapie hormonale à vie, Ahn et al ont en suggéré en 2014 de  décourager le dépistage du cancer de la thyroïde en routine. C’est un cancer qui peut avoir des causes hormonales, et il a été aussi suggéré en France que l’augmentation du nombre de cas était au moins en partie liée à une amélioration des capacités de diagnostic précoce.
Controverse sur la manière d’interpréter les chiffres d'incidence au Japon
Au Japon, la croissance du nombre de « cancers confirmés » a inquiété les patients, les médias et les autorités. Il était tentant de directement la relier aux retombées de l'accident.

En 2013 l'épidémiologiste Toshihide Tsuda juge ces chiffres anormalement élevés. En octobre 2015, il publie des taux d'incidence allant de 0 à 605 cas par million d'enfants, selon le lieu de résidence, mais avec dans l'ensemble "une augmentation d'environ 30 fois" pour la petite enfance par rapport au taux supposé « normal » de cancer à cet âge.

On lui reproche rapidement de n'avoir pas tenu compte de la capacité accrue du matériel d'échographie utilisé à détecter des anomalies ailleurs non-repérables, conduisant à diagnostiquer bien plus de cancer que les 3 cas par million trouvés par les examens traditionnels cliniques des patients présentant des kystes ou symptômes thyroïdiens. « Il est inapproprié de comparer les données provenant du programme de dépistage de Fukushima avec les données du registre du cancer du reste du Japon, où il est, en général, pas de dépistage à grande échelle » affirme Richard Wakeford, épidémiologiste de l’université de Manchester, dans une lettre publiée en ligne au nom de 11 membres d'un groupe de travail d'experts de l'OMS sur les conséquences sanitaires de Fukushima (l’une des 7 lettres qui a critiqué les conclusions de Tsuda).

En 2015-2016, la controverse s'est principalement déroulée dans la revue Epidemiology.

Takamura et son équipe ont comparé des données plus comparables en recherchant avec les mêmes moyens techniques et le même protocole d'enquête qu'à Fukushima le nombre de cancers thyroïdiens chez 4365 enfants de 3 à 18 ans exposés et a priori non-exposées à l’iode émis par l’accident (car vivant dans 3 préfectures géographiquement bien séparées). Ils présentaient un nombre comparable de nodules, et des kystes et un cancer a été détecté ; soit une prévalence de 230 cancers par million de personnes (publication mars 2015). D'autres études japonaises récentes ont aussi rapporté des taux de cancer de la thyroïde de 300, 350 et même 1300 par million. Takamura en déduit que « la prévalence du cancer de la thyroïde détectée par des techniques d'échographie avancées dans d'autres régions du Japon ne diffère pas de manière significative de celle dans la préfecture de Fukushima ».
Tsuda a répondu qu’il avait déjà abordé ce biais en ajustant le nombre de cas de cancer pour tenir compte du temps de latence entre le moment où un examen échographique diagnostiquerait les cancers et le moment où ils pourraient être identifiés cliniquement.

En 2016, Dillwyn Williams (spécialiste du cancer de la thyroïde à l'Université de Cambridge déduit des données acquises dans le cadre de cette controverse que les anomalies et cancers de la thyroïde sont en réalité chez les enfants beaucoup plus fréquents et plus précoces dans la vie qu'on ne le pensait, et que le taux d’excroissances et de cancer mesurés à Fukushima doit « être  considéré comme normal ». Les données japonaises ne doivent pas être comparées à celles de Tchernobyl, mais elles pourront également « éclairer la genèse de ce cancer et conduire à de meilleurs protocoles de traitement ».
Une partie du corps médical estime que pour les petits cancers, il aurait peut-être été préférable d’attendre l’opération chirurgicale (ex : Kenji Shibuya (expert en santé publique de l'Université de Tokyo) « Une observation attentive serait la meilleure option » car ce « surdiagnostic » a induit un « surtraitement » qui a conduit à ôter tout ou partie de la thyroïde d’enfants, « peut-être inutilement ». Mais sachant que l'une des caractéristiques du cancer radio-induit de la thyroïde était à Tchernobyl une croissance rapide de cette tumeur chez l'enfant, de nombreux médecin ont pu être conduit à recommander une chirurgie de précaution. Si ces cancers ont été répérés et traités plus tôt, une baisse du nombre de cas déclarés  devrait ensuite être enregistrée.

### Impact aux États-Unis
À la suite de l'accident, de l'iode radioactif a été détecté dans les algues au large des États-Unis d'Amérique.

### Denrées alimentaires
Le 23 juillet 2012, pour la première fois depuis l'accident, des fruits de mer de la région (des poulpes) sont vendus sur un marché de gros. Tous les poulpes portaient un certificat d'absence de radioactivité émis par l’association des pêcheurs de la préfecture de Fukushima. Cependant, des lottes pêchées le 1er août au large de la centrale (20 km) révèlent un taux de 25 800 becquerels de césium par kilogramme, soit 258 fois plus que la limite fixée par le gouvernement.
En 2015 l'UNSCEAR réalise un nouveau rapport sur la situation à la suite de l'accident. Selon la conclusion de ce rapport, une publication sur les niveaux de radionucléides dans les aliments a étayé l'affirmation déjà faite dans le rapport Fukushima 2013 selon laquelle les doses au public résultant de l'ingestion pourraient avoir été considérablement surestimées dans le rapport Fukushima 2013.  L'ampleur de toute surestimation doit faire l'objet d'une étude plus approfondie. Toute surestimation, dans le rapport Fukushima de 2013, des doses par ingestion aurait, en général, peu d'impact sur les estimations des doses totales, car celles-ci sont dominées par l'exposition externe au rayonnement des radionucléides déposés.

## Vies atteintes en zone évacuée

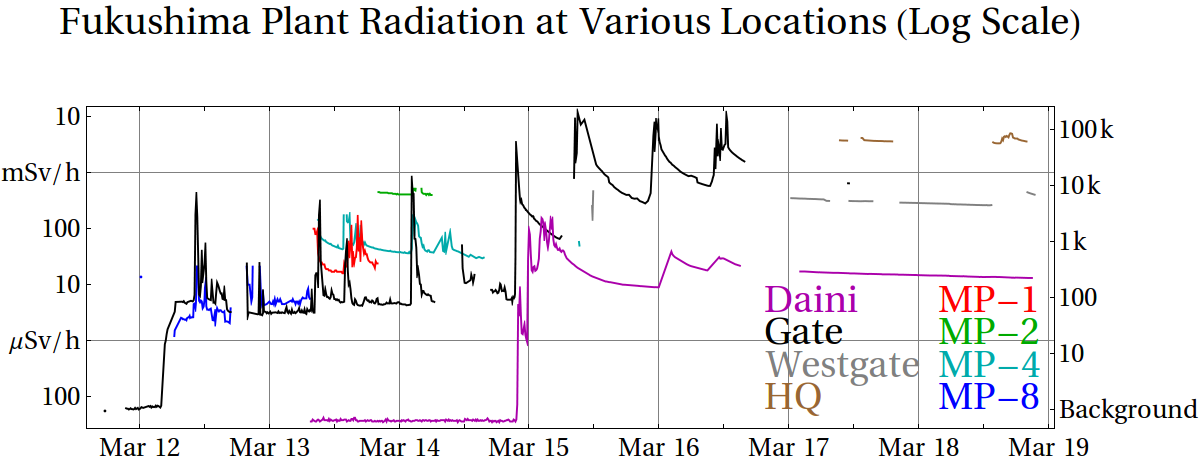
En échelle logarithmique, les niveaux de rayonnement mesurés en plusieurs points au voisinage du site nucléaire de Fukushima au moment de l'accident nucléaire de mars 2011

### Événements humains recensés (chronologie)
Le 12 mars, l’exploitant signale que deux employés semblent manquer à l'appel à la Centrale nucléaire de Fukushima Daiichi : ils sont partis inspecter le bâtiment des turbines du réacteur no 4 juste après le séisme. Leurs corps seront retrouvés le 3 avril,. Dans cette centrale, quatre travailleurs ont également été blessés lors du séisme. À Fukushima Daini, le bilan du 12 mars était de un travailleur tué dans un accident de fonctionnement d’une grue portique, et un autre légèrement blessé.
Dès le 12 mars 2011, les municipalités les plus exposées sont évacuées.
À Fukushima Daiichi, le 12 mars, un employé affecté au réacteur no 1 (où Tepco essaie de faire baisser la pression) est exposé à une dose de 106 mSv. Dans l'après-midi, deux employés et deux sous-traitants sont blessés lors de l’explosion sur le réacteur de l’unité 1.
Le lundi 14 mars, l'opérateur Tokyo Electric Power (TEPCO) annonce que deux explosions en fin de matinée au réacteur 3 ont fait sept disparus, dont six soldats, et trois blessés. Les disparus sont ensuite retrouvés, et le bilan final est de 11 blessés, dont 4 employés, 3 sous-traitants et 4 soldats.
Dès le 12 mars au matin, le gouvernement a mis en place dans les zones à risque des mesures de dépistage d'éventuelles contaminations radioactives : les habitants sont contrôlés avec un compteur Geiger, et peuvent si nécessaire être décontaminés. Le 15 mars 2011, l'AIEA rapporte que sur 150 personnes déjà soumises à ces tests, 23 ont dû être décontaminées. Les contaminations relevées sont de l'ordre de 30 000 à 100 000 coups par minute (cpm).
Ces chiffres doivent néanmoins être pris avec beaucoup de prudence car les autorités sont rapidement contraintes de jongler avec les seuils de décontamination. Ainsi, au centre de dépistage de la ville d'Okuma, le seuil de contamination était initialement fixé à 6 000 cpm : sur 162 personnes testées, 41 dépassaient ce seuil et devaient théoriquement être décontaminés. Le seuil de décontamination utilisé a alors été plus que doublé à 13 000 cpm, ce qui a permis de réduire à 5 (au lieu de 41) le nombre d'habitants à décontaminer. Dès le 20 mars, le gouvernement fait officiellement passer le seuil de contamination à 100 000 cpm, donc 16 fois sa valeur initiale. Sur la base de ce seuil remonté à 100 000 cpm, le 8 juin, sur 198 676 habitants de la Préfecture de Fukushima testés, seuls 102 étaient au-dessus du seuil avec leurs chaussures aux pieds, et plus aucun habitant ne dépassait le seuil de contamination une fois ses chaussures ôtées.
Dans l'intervalle, le 17 mars, à la suite d'une conférence de presse du Secrétaire général du Cabinet, l'AIEA est en mesure d'établir une première liste de personnes contaminées : on compte 17 travailleurs, 2 pompiers et 2 policiers faiblement contaminés, et surtout un employé ayant reçu une exposition significative (il s'agit de l'employé exposé à 106 mSv lors de la dépressurisation du 12 mars). Le 22 puis le 23 mars, deux techniciens qui travaillaient dans la piscine de désactivation commune pour tenter de rétablir l'électricité sont blessés successivement. Le jeudi 24 mars se produit une nouvelle contamination sérieuse : trois employés sous-traitants travaillant dans la salle des turbines du réacteur 3 ignorent les alarmes de leurs dosimètres électroniques et reçoivent des doses comprises entre 170 et 180 mSv (mesures corps-entier données par leurs dosimètres de poitrine). Deux d'entre eux souffrent en particulier de brûlures aux pieds: ils ont travaillé dans 17 cm d'eau fortement contaminée (3,9 × 106 Bq/cm3, pour une activité de 400 mSv/h en surface), et l'eau s'est insinué dans leurs chaussures,,. Les doses reçues aux jambes sont ultérieurement réévaluées à 2-3 Sv,. Ils sont suivis à l'Institut national des sciences radiologiques de Chiba, dont ils sortiront le 28 mars.
Des cancérologues japonais ont demandé un stockage de cellules souches du sang des ouvriers de la centrale de Fukushima, en précaution contre d'éventuelles suites des radiations. Du 11 au 25 mars, TEPCO dénombre 25 blessés. Le 12 avril 2011, l'Agence Japonaise de Sûreté Nucléaire a fait état de 21 travailleurs ayant reçu des doses supérieures à 100 mSv.
Le 24 mars, Hisashi Tarukawa, fermier à Sukagawa, se suicide à l'âge de 64 ans. TEPCO aurait accepté, pour la première fois dans le cadre d'un suicide, de verser une compensation à la famille du défunt en mai 2013, mais aurait refusé de s'excuser publiquement pour sa mort. Le 12 avril, apprenant qu'il allait devoir quitter son village, dont l'évacuation avait été décidée la veille, le doyen d'Iitate s'est donné la mort à l'âge de 102 ans,. D'autres suicides ont été reliés à l'accident nucléaire; deux agriculteurs, dont l'un a écrit dans sa lettre d'adieu : « J'aimerais tant qu'il n'y ait pas de centrale nucléaire, je suis à bout »; une femme évacuée de Kawamata qui ne supportait plus la vie de réfugiée. Plus généralement, le Japon a immédiatement redouté une forte augmentation des suicides, que ce soit du fait de l'accident nucléaire ou du tsunami, une crainte qui s'est malheureusement réalisée.
Le 28 avril 2011, TEPCO annonce qu'une employée a été exposée à 17,55 mSv (pour une limite maximale admise de 5 mSv en 3 mois pour les femmes).
Fin mai, deux ouvriers présentaient des concentrations particulièrement élevées en iode 131, affectant leur glande thyroïdienne : 9 760 becquerels pour l’un des travailleurs et 7 690 pour l’autre.
Le 13 décembre 2011, la préfecture de Fukushima révèle les premiers résultats d'une étude en cours sur l'irradiation externe des habitants durant les quatre mois ayant suivi l'accident. Ces résultats préliminaires portent sur 1 727 habitants de Namie, d'Iitate et d'un district de Kawamata, situées de dix à cinquante kilomètres de la centrale. 1 675 personnes, soit 97 % des habitants, ont été exposés à une dose inférieure à 5 mSv ; parmi eux, 1 084 soit 63 % des habitants ont été exposés à moins d'un millisievert — la limite gouvernementale pour une année. Neuf personnes, dont cinq travaillant à la centrale, ont été exposées à plus de dix millisieverts (37 millisieverts maximum). Selon Shunichi Yamashita, vice-président de l'université de médecine de Fukushima, la plupart des habitants de ces localités ont donc été exposés à un taux de radiation ayant extrêmement peu d'impacts sur leur santé, et ne nécessitant pas une évacuation. Il ajoute qu'ils n'ont pas de certitudes concernant les effets de l'iode, et qu'il faudra surveiller à long terme la santé des habitants, y compris par des examens de la thyroïde. De plus, la préfecture de Fukushima révèle ses estimations des doses externes aux habitants, fondées sur les conditions météorologiques et les dates d'évacuation, pour 12 localités à proximité de la centrale: en fonction du lieu les estimations varient entre 0,84 et 19 mSv, maximum atteint à Iitate. Le Japan Times en conclut que l'évacuation de ce village, longtemps après le début de la crise, a été trop tardive.

### Bilan humain synthétique et chiffré

#### Stress post-traumatique
Des milliers d'articles scientifiques ont été publiés sur la catastrophe de Fukushima, et nombre d'entre eux ont mis en exergue (comme pour la catastrophe de Tchernobyl) les aspects sociopsychologiques au sein des populations directement touchées et/ou évacuées.
À mars 2013, pour les 25 000 travailleurs sur le site, 7 décès sont survenus, aucun attribuable à une exposition à des rayons ionisants.
Une soixantaine de personnes alitées, sont décédées lors de l'évacuation de la zone des 20 km.
Une étude publiée en août 2012 a conclue que la part des adultes ayant un score élevé de stress post-traumatique : 21,6 % en 2011 et 18,3 % en 2012 était très élevée ; « presque égale à celle des travailleurs après les attentats du 11 septembre contre le World Trade Center ». Cette étude a notamment détecté de graves problèmes traumatiques chez les personnes évacuées. Un stress intense a été la cause principale reconnue de 34 morts (principalement des personnes âgées). Pour Malcolm Grimston, chercheur de l'Imperial College, ces constatations sont cohérentes avec ce qui avait été relevé lors de l'accident nucléaire de Three Mile Island et de la catastrophe nucléaire de Tchernobyl : en dehors des cas bien documentés de cancer de la thyroïde et de la sur-mortalité constatée chez les liquidateurs, plus difficile à analyser, l'effet observé sur la population n'est pas tant le risque de cancer, impossible à mettre en évidence, mais bien la perturbation psychologique entraînée par les circonstances de l'accident, observée par les psychiatres dès les premières semaines. Pour lui, « si l'approche à retenir est d'abord de ne pas nuire, il vaudrait peut-être mieux éviter l'évacuation obligatoire, surtout quand des tablettes d'iode sont disponibles ». La part des enfants de 4-6 ans et des 6-12 ans testés dans la préfecture de Fukushima et présentant des de graves troubles de santé mentale (respectivement 24,4% et 22,0% en 2011), était le double de l'état habituel, et 1,5 fois la norme en 2012. L'étude  a conclu que des programmes de soins mentaux étaient nécessaires pour les enfants et les adultes. Une autre étude a montré que les personnes déjà victimes de maladies chroniques (physiques ou mentales) d'inquiétudes concernant leur rémunération et/ou leurs moyens de subsistance, au chomage ou en perte de liens sociaux étaient les plus à risque de stress post-traumatique.
Poumadère et Mays en 2014 ont aussi estimé que l'absence de préparation à l'éventualité d'un accident nucléaire dans le contexte japonais où prévalait le mythe de la sûreté, et la rupture de ce mythe lors de l'accident, a constitué un bouleversement sociopsychologique  supplémentaire.
Un article de recherche a estimé à environ 1600 le nombre de décès attribuables à l'évacuation lors des trois premières années.
En 2014, chez 241 évacués (116 hommes et 125 femmes provisoirement relogés) de Hirono/Fukushima ayant accepté de participer à une étude sur leurs capacités de résilience, et une auto-évaluation de leur éventuel état dépression : 53,5 % présentaient des symptômes cliniquement préoccupants de stress post-traumatique (SPT). 66,8 % ont signalé des symptômes de dépression, et parmi ces derniers, 33,2 % ont vécu des symptômes légèrement dépressifs, tandis que 19,1 % et 14,5 % ont présenté des symptômes dépressifs respectivement modérés et sévères. La résilience était un tampon important pour la dépression, le SSPT et l’état de santé général. Les auteurs notent que leur étude porte surtout sur des plus de 60 ans, car les parents ont généralement préféré s'éloigner avec leurs enfants, et qu'il est crucial dans ce type de catastrophe « d’aider les survivants à améliorer leur résilience en leur offrant des opportunités d’emploi et en les encourageant à adopter un mode de vie sain ».
En 2018, la chercheuse Cécile Asanuma-Brice évoque 2 211 décès « en raison de la mauvaise gestion du refuge ». L'Association pour le contrôle de la radioactivité dans l'Ouest, qui suit les conséquences de la catastrophe, évoque en 2019 un bilan de « 2 267 décès indirects dus à des suicides ou à une dégradation des conditions de santé suite à l'évacuation ». « De nombreux ménages évacués ont été séparés après la catastrophe et ont dû déménager à plusieurs reprises ».
Selon un Article de synthèse publié en 2017 par Masaharu Maeda et Misari Oe (de la faculté de médecine de Fukushima), des conséquences psychosociales à plus long termes ont été observées chez les habitants de Fukushima, à la fois dues aux souvenirs de l'accident nucléaire et au tsunami « profondément ancrés dans leur mémoire, conduisant à des réponses post-traumatiques. Les maladies chroniques physiques, les inquiétudes concernant les moyens de subsistance, la perte d'emploi, la perte de liens sociaux et les préoccupations concernant l'indemnisation étaient également associées aux réponses post-traumatiques. De plus, les retombées radioactives ont entraîné une anxiété chronique concernant les risques physiques d'exposition aux radiations chez les personnes, en particulier les jeunes mères. Les gens ont souvent des opinions différentes sur le risque radiologique et leurs propres plans d'avenir, ce qui entraîne une réduction de la résilience dont disposaient les communautés et les familles avant la catastrophe. En outre, cette résilience affaiblie de la communauté pourrait entraîner une augmentation significative des suicides liés à la catastrophe de Fukushima. Des problèmes sociaux spécifiques, tels que la « stigmatisation des radiations » parmi le public et l'auto-stigmatisation parmi les évacués, qui ne sont jamais vus avec d'autres catastrophes naturelles, ont aussi augmenté à Fukushima ». Des conséquences de ce type ont aussi été observées au sein du personnel de la centrale nucléaire en 2012 (notamment chez des personnes touchés par la maladie de Parkinson et/ou par les critiques, discriminations ou insultes adressées à Tepco ou à certains de ses employés pour la gestion de la castastrophe), de même chez le personnel mobilisé pour les secours, selon Matsuoka et al. (2012). Une revue détude (mars 2020) a conclu qu'« un large éventail de troubles mentaux » a été détecté « chez les survivants de la catastrophe nucléaire de Fukushima au cours des 8 premières années suivant la catastrophe ».

#### Conséquences radiologiques?
En octobre 2015, le gouvernement japonais reconnait un premier cas de cancer (une leucémie) d'un des ouvriers du chantier comme lié aux radiations. Trois dossiers sont alors encore en cours d'examen, alors que plusieurs autres dossiers ont été écartés.

L'ex-ouvrier en question a travaillé d'octobre 2012 à décembre 2013 à la centrale Fukushima Daiichi, après avoir passé plusieurs mois auparavant sur un autre site nucléaire. Finalement, le ministère de la santé, du travail et de la sécurité sociale reconnaît que l'exposition aux radiations est responsable de la maladie de quatre employés de Fukushima. En 2018, les autorités japonaises reconnaissent pour la première fois qu'un employé de la centrale nucléaire de Fukushima est mort des suites d'une exposition aux radiations (d'un cancer du poumon, diagnostiqué en février 2016). En 2019, concernant les travailleurs de la centrale, on compte ainsi un mort et cinq malades associés aux rayonnements, contre 10 morts n'étant pas associées aux rayonnements et 16 blessés en raison des explosions, selon les données officielles.
Des soldats américains déployés sur le site dans le cadre de l'opération dite Tomodachi d'aide aux populations japonaise, mise en place par l'armée américaine sur zone au moment de la catastrophe, ont porté plainte contre Tepco et demandé des compensations financières au regard de leurs maladies, mais n'ont pas eu gain de cause à ce jour (selon Olivier Monod, 2019/04/20).
Dans la population générale, Dominique Laurier, chef du service de recherche sur les effets biologiques et sanitaires des rayonnements ionisants de l'Institut de radioprotection et de sûreté nucléaire, indique en 2019 qu'« il n'y a pas de décès attribué à l'exposition aux rayonnements ionisants ».
Selon les résultats publiés par les autorités en avril 2019, le nombre de cancers suspectés est de 212.

### Bilan animal
L'évacuation de la zone des 20 km fut accompagnée de l'abandon de milliers d'animaux, surtout des bovins ainsi que d'autres animaux de bétail (tels porcs et poulets), laissés sans eau ni nourriture : environ 30 000 porcs, 600 000 poulets, plus de 10 000 vaches auraient été abandonnés.
Jeudi 12 mai 2011, le gouvernement demande, avec le consentement des propriétaires et contre indemnisation, l'abattage des animaux laissés sur place dans les secteurs évacués.
Le 19 mai, des équipes de secours sont autorisées à entrer dans la zone évacuée pour secourir exclusivement chiens et chats de compagnie.

## Protection des populations

Carte des zones d'évacuation des centrales nucléaires Fukushima I et II (en anglais)

Le gouvernement japonais conseille puis ordonne plusieurs évacuations successives, dans des périmètres de 3, 10 et 20 km, puis au-delà de 20 km.
La décontamination des sols consiste à laver la surface et à scalper la terre sur une certaine épaisseur, en espérant que la pluie ne fasse pas ressurgir la matière radioactive présente dans l'environnement immédiat et les hotspots.

## Indemnisations
Le traitement de l'affaire est difficile en raison notamment des intérêts divergents des uns et des autres.
Le programme de décontamination des territoires lancé à l'été 2011 par le gouvernement, a coûté (en date de 2013) à l'État et aux collectivités 1 800 milliards de yens (soit 12,6 milliards d'euros). La société Tepco est censée pouvoir rembourser cette somme.
La société Tepco a annoncé qu'elle verserait un acompte symbolique de 180 000 euros à chaque municipalité touchée, et de 8 000 euros à chacun des foyers des 80 000 personnes vivant dans le périmètre des vingt kilomètres. La société va choisir avec le gouvernement local, les indemnités à verser aux sociétés, exploitants agricoles et pêcheurs touchés.[réf. nécessaire]
Dans un même village, le montant des compensations versées par l'opérateur varie en fonction de la zone vert/jaune/rouge, ce qui fait que deux voisins sur la frontière de changement de couleur de zone peuvent toucher des indemnisations différentes, d'une manière ressentie comme inégalitaire.
Certaines personnes (les plus âgées) sont intéressées pour revenir sur le site au plus tôt et donc décontaminer, alors que d'autres ne souhaitent pas de retour.
Pour convaincre des municipalités réticentes à accepter d'héberger pour trente années (en principe) un premier site d'entreposage géants qui devrait ouvrir en 2015 dans le but de regrouper des millions de stères contaminées entreposés provisoirement dans des sites éparses de chaque villages, le gouvernement local va débloquer un crédit de 100 milliards de yens (près d'un milliard d'euros).

## Information
Des messages électroniques échangés au sein du gouvernement britannique rendus publics début juillet 2011 montrent sa volonté délibérée de minimiser l'impact de Fukushima dans l'opinion, avec l'aide d'EDF Energy, d'AREVA et de Westinghouse alors qu'il se prépare à signer un accord portant sur la construction de huit nouvelles centrales nucléaires. Andy Myles demande la démission de Chris Huhne, alors secrétaire du Département de l'Énergie et du Changement climatique.